# 薛兼
薛兼（？—323年），字令長，丹陽郡人。薛綜之孫，薛瑩之子。
王隱稱薛兼「清素有器宇」。與丹陽紀瞻、廣陵閔鴻、吳郡顧榮、會稽賀循齊名，號為「五俊」。歷官丹楊尹（市長）、尚書、太子少傅。祖孫三代都做太子的老師，談及此事的人都深表讚美。晉明帝時代，加散騎常侍。官至太常。臨終將後事託付給紀瞻。

## 延伸阅读
[在维基数据编辑]
 《晉書/卷068》，出自房玄齡《晉書》